# سيف يماني
السيف اليماني هو أحد أنواع السيوف العربية التي تم صناعتها في اليمن. كان من أوائل السيوف التي صُنعت في البلدان العربية.

## الصناعة
اشتهرت اليمن منذ زمن قديم بالصناعة، وساعدتها طبيعة أراضيها التي تحتوي على المعادن الثمينة بذلك. وكان عدد مناجم الذهب والفضة والحجارة الكريمة، كثيرا وذكر الهمداني، وياقوت الحموي،  عن كثرة المعادن في اراضي اليمن. وقد تحدث المؤرخين عن وجود معدن ثمين يسمى "البقران" وتميز نوع منه يسمى: "المثلث" بسبب ان وجها أحمر فوق عرق أبيض فوق عرق أسود، ويوجد بكثرة في صنعاء. ولهذا السبب فإن عرب اليمن اهتموا باستخراج المعادن، وامتهن كثير منهم صناعة التعدين، وكان اهم الاشياء التي يصنعونها هي السيوف التي اشتهرت بكثرة، واصبح علامة للمدح اذا اراد شخص مدح سيف يقول: إنه "كالسيف اليماني". ولا ينافس  الصناعة هذه بالشهرة غير صناعة "البرد اليمنية" التي كانت تستورد مادتها الحريرية الخام من الهند وينسجونها في اراضيهم.

## المسمى
يسمى باليماني نسبتا لليمن، وبسبب كثرة استعمال الكلمة نسى اغلب الناس مصدر الاسم الذي يقصد به أرض اليمن، واصبح اسم اليماني يعني السيف فقط. فاي عربي يسمع بالوقت الحالي عبارة "المَصْقُول اليماني" يفكر مباشرة في السيف بدون تذكر اصله ونسبته لليمن.

## السيف اليماني في التراث
يُذكر اسم السيف اليماني بكثرة في كلام الناس. ومنهم الشعراء مثل الحَماسِيُّ (وَذَاكَ بن تميل المازني) وذكره في أحد شعر وهو:
والسيف اليماني نوع قديم معروف من السيوف عند العرب في زمن الجاهلية واستخدمه بعض شعراء العرب في شعرهم، ومنهم الشنفرى الحجري الأزدي، وهو امير شعراء الصعاليك في الجاهلية:
واعتمد وليد الأعظمي مسمى السيف اليماني في كتابه "السيف اليماني في نحر الأصفهاني صاحب الأغاني".

## السيف اليماني في يوم مؤتة
ُذكر في صحيح البخاري عن استخدام خالد بن الوليد لصفيحة يمانية في يوم مؤتة بقوله :«حدثنا أبو نعيم: حدثنا سفيان، عن إسماعيل، عن قيس بن أبي حازم، قال: سمعت خالد بن الوليد يقول: لقد انقطعت في يدي يوم مؤتة تسعة أسياف، فما بقي في يدي إلا صفيحة يمانية.».